# .264 Winchester Magnum
Die Patrone .264 Winchester Magnum ist eine leistungsstarke Gewehrpatrone.

## Bezeichnung
Im deutschen Nationalen Waffenregister (NWR) wird die Patrone unter Katalognummer 42 unter folgenden Bezeichnungen geführt (gebräuchliche Bezeichnungen in Fettdruck)
- .264 WinMag (Hauptbezeichnung)
- 6,5 mm Winchester Magnum
- 6,5x63,8 Winchester Magnum

## Geschichte
Die .264 Winchester Magnum gehört zu einer von Winchester im Jahre 1956 begonnenen Familie von leistungsstarken Winchester-Magnum-Patronen, die alle auf einer ähnlichen Gürtelhülse basieren. Die Hülse ist im Wesentlichen die der Patrone .375 Holland & Holland Magnum, die auf 64 mm verkürzt wurde.
Sie wurde 1958 zusammen mit der Patrone .338 Winchester Magnum vorgestellt. Weitere verwandte Patronen finden sich in der Liste von Winchester-Magnum-Patronen.